# Periploma papyratium
Periploma papyratium är en musselart som först beskrevs av Thomas Say 1822.  Periploma papyratium ingår i släktet Periploma och familjen Periplomatidae. Inga underarter finns listade i Catalogue of Life.